# Cagan-Ołuj
Cagan-Ołuj (ros. Цаган-Олуй) – wieś w Rosji, w Kraju Zabajkalskim, w rejonie borzińskim. W 2010 liczyła 857 mieszkańców.

## Urodzeni
- Pawieł Wojłosznikow – rosyjski strzelec sportowy, olimpijczyk, ofiara Wielkiego Terroru.